# Kaskinen
Kaskinen (finnisch) oder Kaskö (schwedisch) ist mit 1256 Einwohnern (Stand 31. Dezember 2022) die kleinste Gemeinde Finnlands. Sie liegt rund 90 km südlich der Stadt Vaasa auf der gleichnamigen Insel im Bottnischen Meerbusen. 67 % der Einwohner sprechen Finnisch als Muttersprache, 30 % sind Finnlandschweden. Offiziell ist die Stadt zweisprachig.

## Geografie
Das Gemeindegebiet von Kaskinen umfasst mehrere Inseln der Schärenküste des Bottnischen Meerbusens. Mit einer Landfläche von 10,65 km² ist Kaskinen nach Kauniainen die flächenmäßig zweitkleinste Gemeinde Finnlands. Neben der Hauptinsel Kaskinen, auf der sich die Stadt selbst befindet, zählen dazu unter anderem die Inseln Sälgrund, Tunngrund, Ronnskär und Rennskär. Über zwei Brücken ist die Stadt an die Nachbarstadt Närpes auf dem Festland angeschlossen. Die Entfernung zum Zentrum von Närpes beträgt 12 km, die nächste größere Stadt Vaasa liegt 93 km nördlich.

## Geschichte

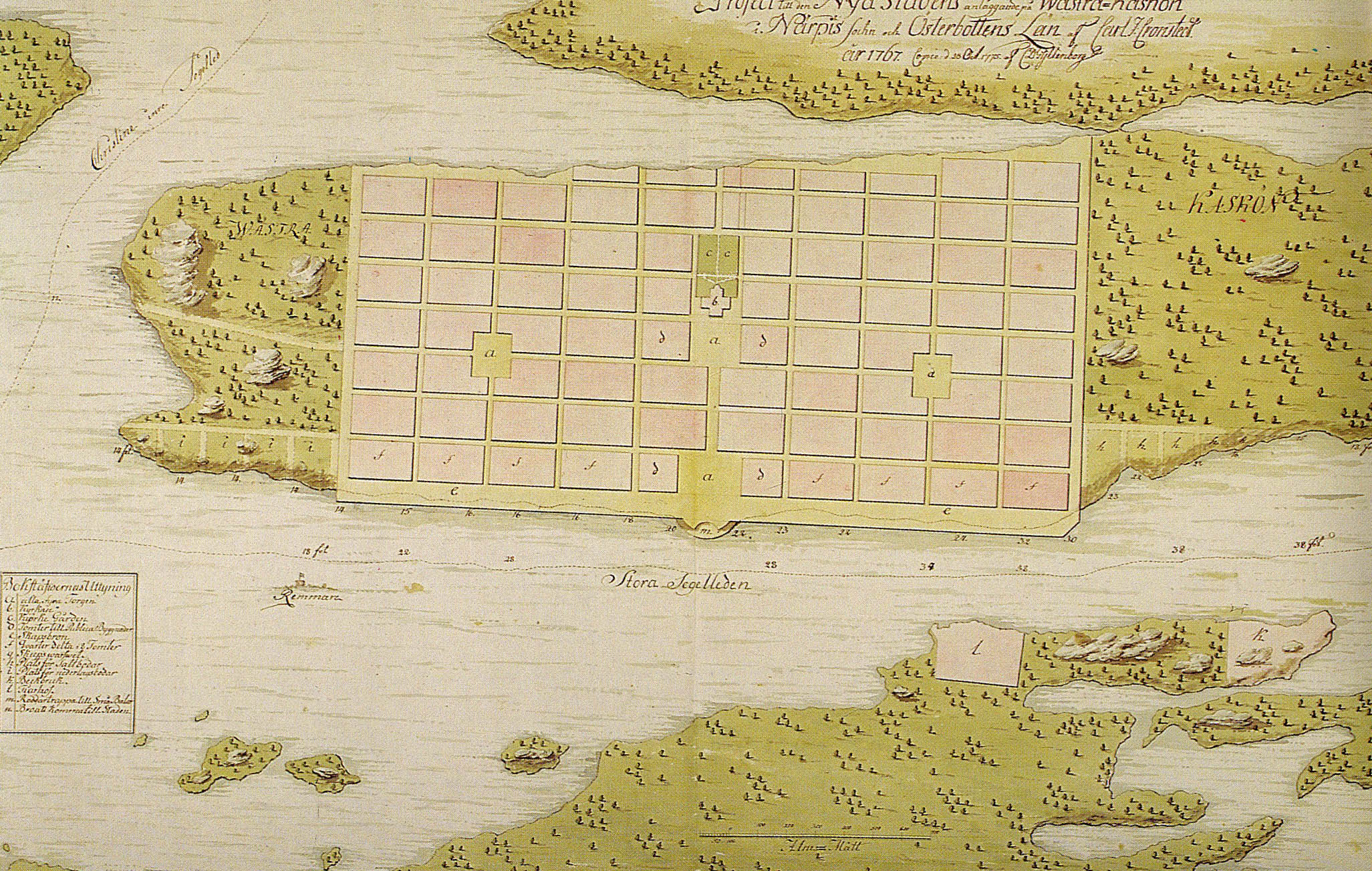
Plan der Stadt Kaskinen, Carl Johan Cronstedt 1767

Der Gründung Kaskinens ging eine Auseinandersetzung um eine Neuorientierung der Handelspolitik der Regierung voraus. Städte im Schwedischen Reich benötigten eine spezielle Berechtigung, um mit dem Ausland Handel treiben zu dürfen, die sogenannten Stapelrechte. Diese besaßen in Finnland bis 1765 nur Turku und Viipuri. 1765 wurden diese Rechte den vier in Österbotten gelegenen Städten Kokkola, Oulu, Pori und Vaasa verliehen. 1774 kündigte die Regierung König Gustavs III. an, alle Stapelrechte der Region Österbotten in der neu zu gründenden Stadt Kaskinen zu konzentrieren. Während die offizielle Begründung sich auf die Eindämmung des Schmuggels berief, griffen die Städte Österbottens das Vorhaben als Bevorzugung der Händler in Stockholm heftig an. Kaskinen war wegen der Küstengegebenheiten insbesondere von Norden her schwer anzusegeln, und die Neuerung hätte viele Händler faktisch gezwungen, den Auslandshandel statt über den heimischen Hafen über Stockholm zu führen. Der insbesondere von dem Politiker Anders Chydenius repräsentierte Widerstand zeigte Erfolg und die Stapelrechte blieben den Städten erhalten. Kaskinen wurde 1785 dennoch gegründet und erhielt ebenfalls die Stapelrechte.
Die Grundlagen für den Aufstieg Kaskinens hatte der im nahegelegenen Gutshof Benvik ansässige Kaufmann Johan Bladh gelegt, der schon zuvor auf eigene Kosten an der Stelle des günstig gelegenen Naturhafens von Kaskinen ein Zollgebäude und einen Verladekai errichtet hatte und für eine Stadtgründung eingetreten war. Sein Sohn Peter Johan Bladh baute eine einträgliche Handelsflotte auf, die der Stadt Wohlstand einbrachte. Diese Blütezeit aber endete, als die Handelsflotte in den Koalitionskriegen versenkt wurde und Bladh während des russisch-schwedischen Krieges von 1808/1809 in Gefangenschaft geriet.
Bis in die jüngere Vergangenheit waren die Haupterwerbszweige der Stadt Fischerei und Sägewerksindustrie. 1913  wurde die Eisenbahnstrecke nach Kaskinen fertiggestellt. Der davon erhoffte Aufschwung der Industrie blieb aber zunächst aus. Erst in den 1970er Jahren erfolgte eine großangelegte Industrialisierung, als der Papierkonzern Metsä-Botnia sein Werk in Kaskinen eröffnete.

## Bevölkerung
Die Bevölkerungszahl von Kaskinen liegt bei 1256 (Stand 31. Dezember 2022). Damit ist es die kleinste Stadt (jedoch nicht die kleinste Gemeinde) Finnlands. Anfang der 1980er Jahre lag die Einwohnerzahl Kaskinens noch bei knapp 2000, sank dann aber stark, ehe sie sich um die Jahrtausendwende wieder halbwegs konsolidierte.
67,4 % der Bevölkerung Kaskinens sprechen Finnisch, 30,1 % Schwedisch als Muttersprache. Amtlich ist die Stadt zweisprachig mit Finnisch als Mehrheits- und Schwedisch als Minderheitssprache. Noch 1950 lag der Bevölkerungsanteil der Finnlandschweden bei 60 %, durch die Industrialisierung und den Zuzug finnischsprachiger Arbeitskräfte aus anderen Teilen des Landes verschoben sich aber die Mehrheitsverhältnisse. Somit bildet Kaskinen eine überwiegend finnischsprachige Sprachinsel im fast völlig schwedischsprachigen Gebiet an der Küste Österbottens: In der Nachbarstadt Närpes etwa sind neun von zehn Einwohnern Finnlandschweden.

## Politik

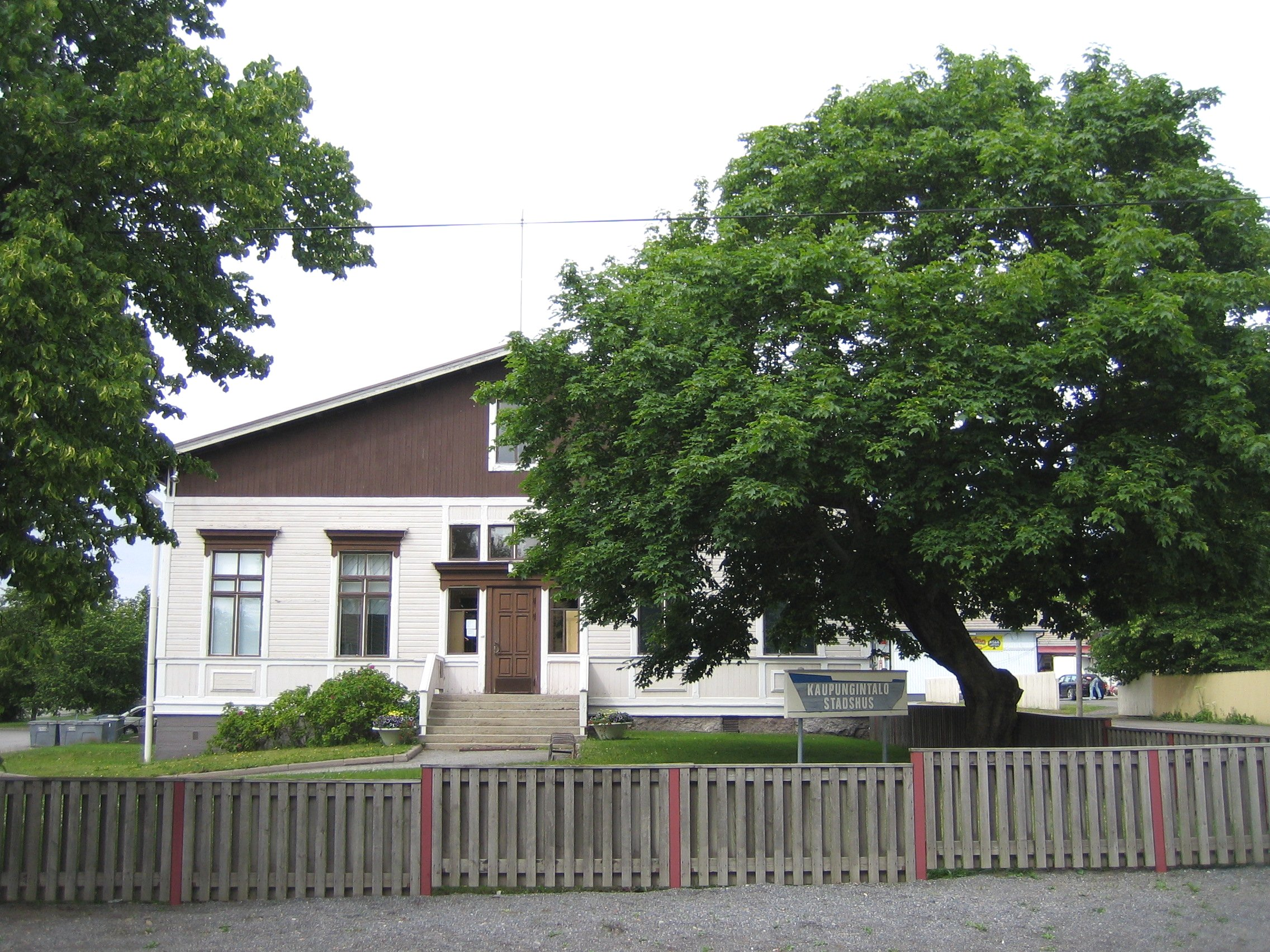
Stadthaus von Kaskinen

Die stärkste Partei in Kaskinen ist die Sozialdemokratische Partei Finnlands. Sie stellt sieben von 17 Vertretern im Stadtrat, der höchsten Entscheidungsinstanz bei lokalen Angelegenheiten. An zweiter Stelle folgt die Schwedische Volkspartei, die politische Vertretung der Finnlandschweden, mit fünf Sitzen. Weiterhin im Stadtrat vertreten sind die Nationale Sammlungspartei mit und das Linksbündnis mit jeweils zwei Sitzen und der Grüne Bund mit einem Sitz. Die größte Partei Finnlands, die Zentrumspartei, trat bei den Kommunalwahlen hingegen gar nicht erst an, auch bei den Parlamentswahlen 2007 war ihr Ergebnis mit 8,3 % unterdurchschnittlich. Stadtdirektorin von Kaskinen ist Marlene Svens.
| Partei                    | Wahlergebnis 2008 | Sitze |
| ------------------------- | ----------------- | ----- |
| Sozialdemokraten          | 38,0 %            | 7     |
| Schwedische Volkspartei   | 26,7 %            | 5     |
| Nationale Sammlungspartei | 15,4 %            | 2     |
| Linksbündnis              | 11,0 %            | 2     |
| Grüner Bund               | 9,0 %             | 1     |

Das Wappen Kaskinens zeigt im gespaltenen Schild vorn in Blau ein silbernes Heckruder, hinten in Silber einen grünen Lorbeerzweig. Das Ruder weist auf die Bedeutung der Schifffahrt hin, die die Gründung der Stadt erst ermöglichte, der Lorbeerzweig steht möglicherweise im Zusammenhang mit dem Namen von Peter Johan Bladh (zu deutsch „Blatt“), des Gründers der Stadt.
Kaskinen unterhält Städtepartnerschaften mit Maribo in Dänemark (seit 1947) sowie Namsos in Norwegen und Hudiksvall in Schweden (beide seit 1948).

## Wirtschaft und Verkehr
Kaskinen ist eine Industriestadt: 57,3 % der erwerbstätigen Einwohner arbeiten im produzierenden Sektor. Der heute bei weitem bedeutendste Wirtschaftszweig Kaskinens ist die Papierindustrie. 1977 eröffnete der Papierkonzern Metsä-Botnia rund zwei Kilometer abseits des Zentrums an der Ostküste der Insel sein Hauptwerk, das heute mit 230 Beschäftigten der größte Arbeitgeber der Stadt ist. Das Werk zählt mit einer Jahreskapazität von 450.000 Tonnen Zellstoff im Jahr zu den größten Finnlands. Im Jahr 2005 ging auf einem angrenzenden Gelände zudem eine hochmoderne Marktzellstoffanlage des Konzerns M-real in Betrieb, die auf eine Jahreskapazität von 300.000 Tonnen gebleichten chemo-thermomechanischen Holzstoff (BCTMP) ausgelegt ist und 50 Arbeitnehmer beschäftigt. Die beiden Werksgelände machen insgesamt gut 10 % der Gemeindefläche aus.
Kaskinen ist der Endbahnhof des Suupohjan rata, der Bahnstrecke nach Seinäjoki, die aber heute nur noch für den Güterverkehr benutzt wird. Der Endpunkt der Strecke ist das Industriegebiet  Kaskinens. Der Hafen der Stadt ist ein natürlicher Tiefwasserhafen, über den die Produktion der ansässigen Zellstoffwerke, aber auch Holz, Papier und Bulk-Ware aus dem finnischen Inland verschifft werden. Die Kapazität der weitläufigen Hafenanlagen wurde in jüngster Zeit erhöht; im Jahr 2006 legten in Kaskinen 515 Schiffe an, das Handelsvolumen lag bei 1,9 Millionen Tonnen. Der  Fischereihafen von Kaskinen ist der größte ganz Finnlands und insbesondere ein bedeutender Stützpunkt der finnischen Heringflotte. Im Jahr 2005 wurden hier 27.000 t Hering und Sprotten  angelandet.
Bis in die 1980er Jahre bestand eine regelmäßige Fährverbindung von Kaskinen ins schwedische Gävle, die von der Reederei KG-Line betrieben wurde. Seit einigen Jahren wird eine Wiederaufnahme des Fährverkehrs nach Schweden erwogen; als Zielhafen ist in diesen Planungen Härnösand vorgesehen.

## Stadtbild, Baudenkmäler und Museen

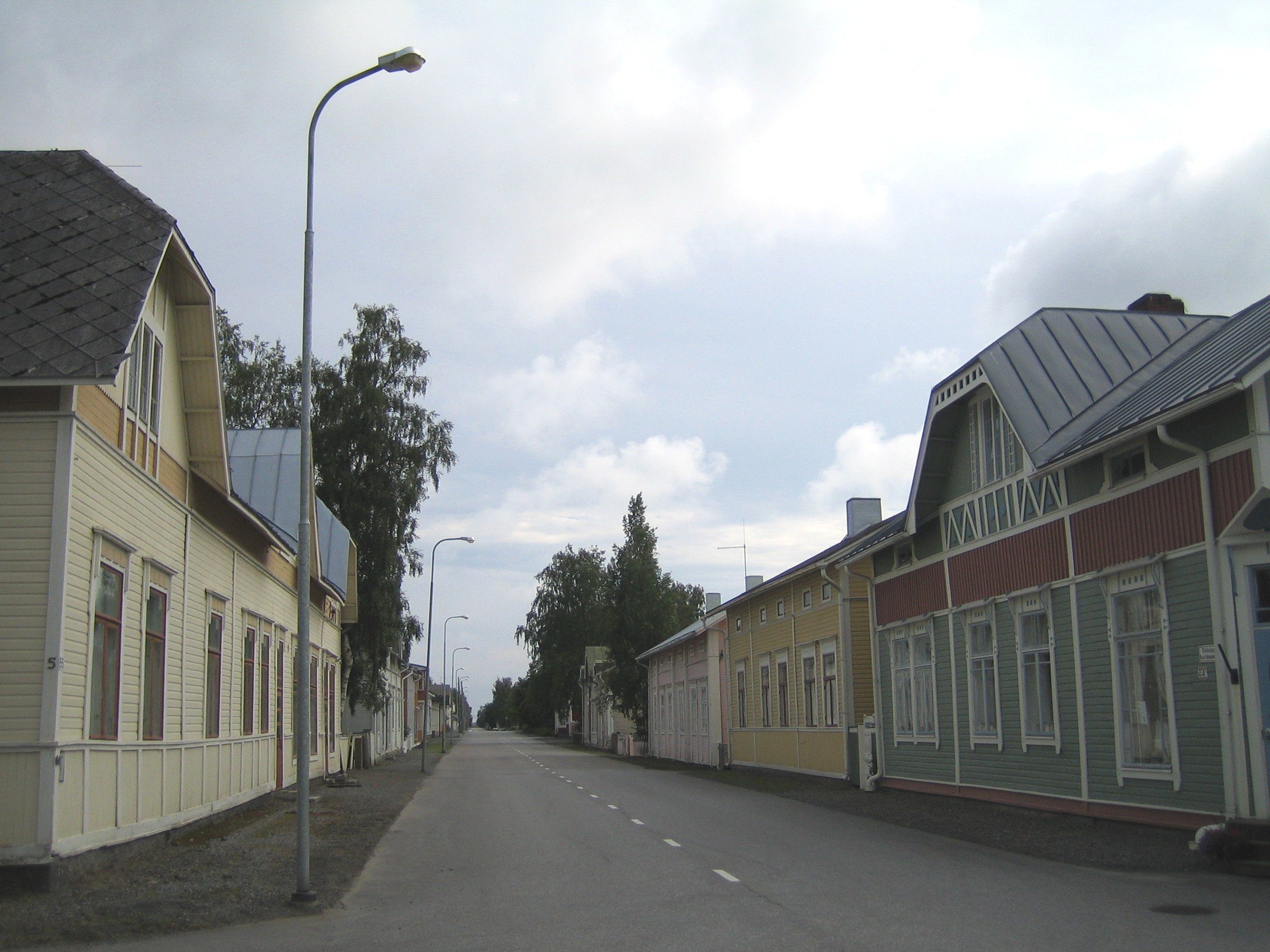
Holzhäuser aus dem 19. Jahrhundert prägen das Stadtbild

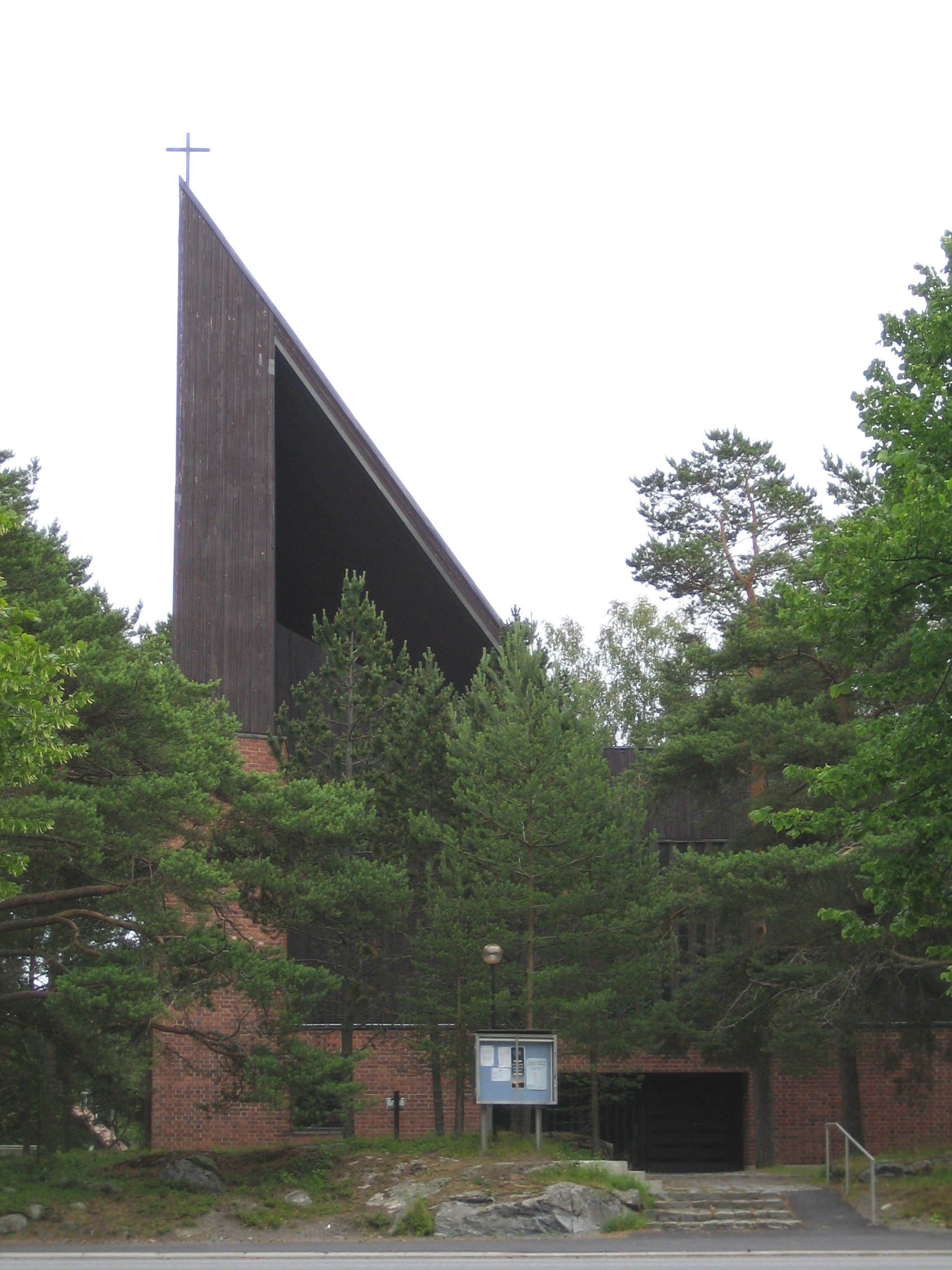
Pfarrkirche

Das Straßennetz von Kaskinen ist wie bei den meisten Planstädten rechtwinklig angelegt; auch die in jüngerer Zeit bebauten Blöcke folgen zumeist diesem Muster. Der historische Stadtkern um den Hafen an der Westküste der Insel ist gut erhalten und von schmucken Holzhäusern aus dem 19. Jahrhundert geprägt. Um den Marktplatz am Hafen gruppieren sich die öffentlichen Einrichtungen wie Rathaus, Bücherei, Bank und Apotheke. Östlich der Schienenstränge schließen sich die in der zweiten Hälfte des 20. Jahrhunderts bebauten Karrees, im Süden das kleine Neubauviertel Anttila an, das als einziges Wohngebiet nicht dem regelmäßigen Grundriss der Stadt entspricht.
Eines der markantesten Gebäude ist das zweistöckige Wohnhaus des Stadtgründers Peter Johan Bladh. Im Obergeschoss des Hauses fanden in Ermangelung einer Kirche seit 1798 die Gottesdienste der evangelischen Kirchengemeinde statt. Dieser zunächst nur als Provisorium vorgesehene Umstand hatte bis 1965 Bestand; erst in diesem Jahr erhielt die Stadt einen Kirchenbau. Der von Erik Kråkström entworfene Bau hebt sich mit seiner funktionalistisch-modernen Gestaltung deutlich von der umgebenden Altbausubstanz ab. 
Auf der Kaskinen südlich vorgelagerten Insel Sälgrund befindet sich eine ehemalige Lotsenstation mit Leuchtturm. Der 30,2 Meter hohe Turm wurde 1875 nach Plänen von Hampus Dalström erbaut; zu dieser Zeit war er der erste Leuchtturm Finnlands, der statt mit Rübsenöl mit Petroleum befeuert wurde. 1966 wurde der Betrieb elektrifiziert und automatisiert. Die umliegenden Lotsenhütten aus dem 19. Jahrhundert dienen heute als Touristenunterkunft. 
In Kaskinen finden sich zwei Museen, die jedoch nur zur Touristensaison im Sommer geöffnet sind. Das Heimatmuseum ist im gegen 1850 erbauten Bürgerhaus des Reeders und Fabrikanten Carl Daniel Rehnström untergebracht und veranschaulicht in mehreren Räumen das bürgerliche Leben im Kaskinen des 19. Jahrhunderts. Viele der Exponate wie Möbel und Textilien stammen aus dem Besitz der alteingesessenen Kaufmannsfamilien der Stadt. Am Sjöbobacken, dem alten Fischereihafen Kaskinens, befindet sich das Fischereimuseum. Es wurde 1983 eröffnet, nachdem die Stadtverwaltung die alte Salzerei und rund 30 historische Strandspeicher gekauft hatte. Heute werden in den Gebäuden alte Boote, Netze und anderes Fischereigerät gezeigt. Neben dem Hafen steht auf dem „Mühlhügel“ (Myllymäki) eine um 1870 erbaute Windmühle.

## Persönlichkeiten
- Maria Grundvall (* 1976), finnlandschwedische Schriftstellerin